# Trichodiadema occidentale
Trichodiadema occidentale är en isörtsväxtart som beskrevs av L. Bol. Trichodiadema occidentale ingår i släktet Trichodiadema och familjen isörtsväxter. Inga underarter finns listade i Catalogue of Life.